# Hylaeus preposterosus
Hylaeus preposterosus is een vliesvleugelig insect uit de familie Colletidae. De wetenschappelijke naam van de soort is voor het eerst geldig gepubliceerd in 1982 door Snelling.